# Ellebæk Kirke
Ellebæk Kirke ligger i Holstebro i Måbjerg Sogn, Holstebro Kommune (Viborg Stift). Kirken har navn efter den lille Ellebæk, der er med til at danne sognets vestlige grænse.

## Bygning og inventar
Ellebæk Kirke er opført i rødt tegl og har en asymmetrisk kirkesal med et bredt hovedskib og et smalt sideskib. Over sideskibet er orglet placeret i et pulpitur på nordsiden tæt ved alteret. Loftet er i lyst fyrretræ, og gulvet er lavet af røde fliser. Bagest i lokalet er en foldedør indtil menighedssalen; hvis denne åbnes kan denne sal inddrages i kirkerummet og øge antallet af siddepladser fra ca. 250 til ca. 400.
Alterbordet er i bunden muret op af lodret placerede mursten. Oven på dette fundament er anbragt selve bordet udført i træ. Billedet bag alteret er et godt fem meter højt tæppe med livets træ som motiv; kunstneren er Berit Hjelholt, der har valgt blå, grønne og rødbrune farver til værket.
Orglet har 20 stemmer, to manualer og pedal.
Kirketårnet står som en kampanile frit lidt fra selve kirkebygningen. Det er 20,8 m højt og har fire klokker støbt i Holland.

## Historie
Omkring 1970 skete der en større byudvikling i Holstebro mod nordvest, hvor et stort boligområde var på vej til at skyde op. I den forbindelse foreslog menighedsrådet i Borbjerg Sogn kommunen, at der blev friholdt et område til et nyt kirkeanlæg. Dette skete, og menighedsrådet satte gang i byggeplanerne. Et udbud resulterede i, at man i 1976 valgte et projekt udarbejdet af arkitekten Holger Jensen. Kommunen gav en grund centralt i området, og i april 1979 påbegyndtes opførelsen af kirken, der stod færdig til indvielse i november 1980.
Der er foretaget en ombygning i 2008, hvor der blandt andet blev opsat en baldakin ved indgangspartiet samt lavet et rundt ovenlysvindue i liftet på forhallen.